# Rivsjövasslan
Rivsjövasslan este o arie protejată (arie specială de conservare — SAC, sit de importanță comunitară — SCI) din Suedia întinsă pe o suprafață de 59,3 ha, integral pe uscat.

## Localizare
Centrul sitului Rivsjövasslan este situat la coordonatele 61°29′19″N 13°42′06″E / 61.4885°N 13.7017°E.

## Înființare
Situl Rivsjövasslan a fost declarat sit de importanță comunitară în iulie 2000 pentru a proteja 1 specie de animale. Situl a fost protejat și ca arie specială de conservare în martie 2011.

## Biodiversitate
Situată în ecoregiunea boreală, aria protejată conține 4 habitate naturale: Mlaștini turboase de tranziție și turbării mișcătoare, Cursuri de apă de la nivel de câmpie la nivel montan, cu vegetație Ranunculion fluitantis și Callitricho-Batrachion, Mlaștini împădurite, Taiga vestică.
La baza desemnării sitului se află o specie protejată de  mamifere: vidră de râu (Lutra lutra).